# サンライズ (フロリダ州)
サンライズ （英: Sunrise）は、アメリカ合衆国フロリダ州南部ブロワード郡の都市。人口は9万7335人（2020年）。マイアミ都市圏に属している。計画都市であり、1961年に不動産ディベロッパー主導で法人化された。

## 歴史

### 町の開発
1960年、アイオワ州生まれの開発業者ノーマン・ジョンソンが、ブロワード郡南西部の土地2,650エーカー (10.6 km2) を900万ドルで購入した。1961年までに1.75平方マイル (4.53 km2) の町には350名足らずの住人しか住んでいなかった。ジョンソンはこの町をサンライズゴルフビレッジと名付けた。
町は当初「サンセットビレッジ」と名付けられるはずだったと報告されている。しかし「サンセット」（当初は「サンセット」と呼ばれた）では終わりを感じさせるとした住民の反対があって実現しなかった。この名前では開発業者が惹きつけようと望んでいた退職者にはうまく適合できないということだったので、名称は「サンライズ」に変更された。
ジョンソンとF・E・ダイクストラが、客引き用に「アップサイド・ダウン・ハウス」を考案し、建設した。上下逆の家が完成し、カーポートには上下逆になった自動車が置かれた。雑誌「ライフ」で取り上げられるなど、多くのニュース記事を通じて、大衆の興味を引いた。大勢の見物客が集まり、分譲地の売り上げも好調だった。
1961年、ノーマン・ジョンソンは州知事ファリス・ブライアントからサンライズゴルフビレッジの初代市長に指名された。
1969年に市が制作した小冊子『サンライズゴルフビレッジの市』に拠れば、「1967年1月10日（市憲章を要求した日）、サンライズゴルフビレッジが開発業者の操作からその住民の完全な支配の下に自由の市として出現した。同じ日に市は市長と7人の市政委員を4年間任期で選出した。3.5平方マイルの土地で構成されるサンライズゴルフビレッジの市は大気の汚染や排水の問題も無く、通りは全て舗装され、全市の街路に街灯がある」となっている。
最初に選挙で選ばれた市長はジョン・ロメロ・ジュニアだった。ロメロはマイアミのナイトクラブのオーナーであり、アップサイド・ダウン・ハウスによってサンライズゴルフビレッジに惹きつけられていた。

### 成長
当初サンライズゴルフビレッジと呼ばれていた市は、1967年までに人口4,300人、広さは1.75平方マイル (4.53 km2) となっていた。1970年代、ブロワード郡が西方に拡大を始め、市は初めて実質的な成長を経験した。
1971年、市は住民投票により、市名をサンライズ市に変更した。サンライズ市は地域の併合により現在の市域まで拡大し、18平方マイル (46.6 km2) 以上となり、西は湿地エバーグレーズに達した。ウェストン、デイビー、タマラック、ローダーヒル、プランテーションの各市と接している。
1984年10月までに市は推計人口5万人に達していた。1980年代半ば、市は財政的危機に直面し、経済的な機会が限られ、適切なアメニティも無いことから、成長が止まった。1990年代初期、サンライズ市はその財政状態の適正化に動き、インフラを再建し、企業が本社を構える中心地として確立した。ソーグラス・インターナショナル・コーポレイト・パークは612エーカー (2.45 km2) の敷地を持つ企業団地となっており、南フロリダでは最大である。
1990年、ソーグラス・ミルズの第一段階がサンライズでオープンした。この会社が人気を呼び、拡張を続けたことで、ショッピングと娯楽のセンターが広さ230万平方フィート (213,700 m2) まで拡大された。ここには350のアウトレット店や小売店が入っている。フードコートやフルサービスのレストラン、映画館、家族向け娯楽場もある。
ナショナル・カー・レンタル・センター、現在のBB&T センターが1998年にオープンされた。このアリーナはナショナルホッケーリーグのフロリダ・パンサーズが本拠地にしており、エンタテイナーの公演や行事が開催されている。
サンライズはこれらショッピングモールや娯楽施設が功を奏し、フロリダでも上位の観光地になっている。マイアミ・デイド郡、ブロワード郡、パームビーチ郡の中央に位置し、フロリダ・ターンパイクや州間高速道路95号線に近く、ソーグラス・イクスプレスウェイ、州間高速道路75号線と同595号線にも接していることで、地域住民も観光客もアクセスが容易になっている。
サンライズは独自のユーティリティ（上下水、天然ガス）を運営し、また市営の消防・救援署と警察署もある。さらに独自の公園体系があり、サッカークラブ、ゴルフコース、テニスクラブ、遊技場と水泳プールもある。サンライズ市民センターには、300席の劇場、画廊、アスレティッククラブ、バンケット設備がある。市内には公立学校11校がある。

### グーグル・マップの上でサンライズが無くなった
2010年9月、グーグル・マップの上でサンライズが無くなった。インターネットの検索者がグーグル・マップを使ってサンライズに行く方法や企業の場所を探そうとすると、フロリダ州サラソータ市にリダイレクトされてしまった。これはサンライズが「失われた」3回目のこととなった。

## 人口動態
| サンライズの人口          | サンライズの人口 | サンライズの人口 | サンライズの人口 |
| 2010年国勢調査            | サンライズ       | ブロワード郡     | フロリダ州       |
| ------------------------- | ---------------- | ---------------- | ---------------- |
| 総人口（人）              | 84,439           | 1,748,066        | 18,801,310       |
| 2000年から2010の増減率    | -1.6%            | +7.7%            | +17.6%           |
| 人口密度（人/平方マイル） | 4,666.3          | 1,444.9          | 350.6            |
| 白人                      | 56.4%            | 63.1%            | 75.0%            |
| アフリカン・アメリカン    | 31.8%            | 26.7%            | 16.0%            |
| ヒスパニック・ラテン系    | 7.3%             | 25.1%            | 22.5%            |
| アジア人                  | 4.1%             | 3.2%             | 2.4%             |
| ネイティブ・アメリカン    | 0.3%             | 0.3%             | 0.4%             |
| 太平洋諸島系              | 0.1%             | 0.1%             | 0.1%             |
| 混血                      | 3.3%             | 2.9%             | 2.5%             |
| その他の人種              | 4.0%             | 3.7%             | 3.6%             |

2010年時点の*住居数: 37,609 軒、うち13.6%は空室
以下は2000年国勢調査による人口統計データである。
| 世帯と家族（対世帯数） - 18歳未満の子供がいる: 33.4% - 結婚・同居している夫婦: 48.6% - 未婚・離婚・死別女性が世帯主: 13.8% - 非家族世帯: 33.2% - 単身世帯: 27.2% - 65歳以上の老人1人暮らし: 14.4% - 平均構成人数 - 世帯: 2.54人 - 家族: 3.12人 年齢別人口構成 - 18歳未満: 24.9% - 18-24歳: 7.3% - 25-44歳: 31.7% - 45-64歳: 18.4% - 65歳以上: 17.7% - 年齢の中央値: 37歳 - 性比（女性100人あたり男性の人口） - 総人口: 87.9 - 18歳以上: 82.5 | 収入と家計 - 収入の中央値 - 世帯: 40,998米ドル - 家族: 47,908米ドル - 性別 - 男性: 35,706米ドル - 女性: 28,147米ドル - 人口1人あたり収入: 18,713米ドル - 貧困線以下 - 対人口: 9.7% - 対家族数: 7.3% - 18歳未満: 12.3% - 65歳以上: 12.5% | 言語による構成 - 英語：71.92% - スペイン語：16.75% - フランス・クレオール語：2.53% - イディッシュ語: 1.14% - ポルトガル語: 1.01% - イタリア語: 0.84% - フランス語: 0.83% - ヘブライ語: 0.61% - 中国語: 0.59% |

2000年時点でキューバ系住民が人口の2.29%を占め、全米第107位の多さである。コロンビア系住民は同2.44%であり、全米第60位、ニュージャージー州ウィーホーケンと同率だった。ジャマイカ系住民も同7.6%であり、全米第14位だった。ハイチ系住民は同2.8%であり、全米第53位だった。これはフロリダ州レイクアルフレッド、およびマイアミガーデンのブンシェパーク地区と同率だった。

## 政府とインフラ
サンライズ市は市政委員会・市マネジャー方式の政府を採用しており、1人の市長と4人の市政委員が指導し、この5人は4年間の任期で、無党派の選挙で選ばれている。副市長と副市長補は毎年3月に、ローテーションを基本に選出されている。
市政委員会は政策を決め、法を制定し、市の予算を採択する責任がある。市マネジャーを指名して、市の日々の運営を監督させる。
委員会の会合は通常、毎月第2および第4火曜日に市役所で開催されている。公的な集会のライブ映像と過去の映像がウェブサイトで閲覧できる。集会の模様は地元のケーブルテレビでも放送されている。
サンライズ市政府には、中央サービス、市検察官、市事務官、市マネジャー、地域社会開発部、財務部、レジャーサービス部、人事部、公共事業部などの包括的な部門の並びがあるフルサービスの市である。
ユーティリティ部は延長約70マイル (112 km) に及ぶ上下水道体系を運営し、20万人を超える住民と、商業的利用者に対応している。この体系には500マイル (800 km) 以上の上水道本管、600マイル (960 km) 以上の下水道本管、200か所の下水ポンプ場、3か所の浄水処理場、4か所の上水揚水設備と3か所の下水処理施設がある。
ユーティリティ部はフロリダ州で6番目に大きな市営ガス・システムも監督しており、1万軒近い住居と企業にガスを送っている。

## 経済
サンライズ市の強力な税収基盤には、ソーグラス・ミルズ、ソーグラス・インターナショナル・コーポレイト・パーク、イケア、その他商業開発が含まれている。企業の誘致を通じて質の高い就職機会を生むことが、昔から市の優先事項である。
サンライズ市に籍を置く企業としては、コベントリー・ヘルスケア、AT&T地域本部、ユナイテッド・ヘルスケア、ペディアトリックス本社、パラロン・ワークフォース・ソリューションズ本社、リサーチ・イン・モーション、ゼネラル・ダイナミクス、ブロードスパイア本社、パブリックス、インテリム・サービシーズ、フォックスコン、アンドルクス、BHAエンジニアリング本社、HGホールディングス本社、S&Bインダストリー本社、グラント・ソーントン地域本社、シグナ・ヘルスケア、ノルウェージャン・クルーズライン、マーシュ・インシュアランス地域本社、ファースト・アメリカン・リアルエステイト・ソリューションズ本社、ニューヨーク・ライフ、ペット・スーパーマーケット本社、Tモバイル、サンシャイン・ステイト・ヘルスプラン本社、インターナショナル・ブリオン・ブローカーズ本社、ボルトン・メディカル・アメリカ本社、シナジスティクス本社、HBOラテンアメリカ本社、GLホームズ本社、プルデンシャル・フロリダ・リアルティ本社、フェデラル・モガル南米本社、マーティン・プロフェッショナルアメリカ本社、E. & J.ガロ・ワイナリー南米本社、チャブ・インシュアランス・ラテンアメリカ本社、ウェンディズ・ラテンアメリカ本社、イケア、がある。
エールフランスのアメリカ合衆国予約電話受付センターが、市内ソーグラス・テクノロジー・パークの中にある。
シグナ・ヘルスケアが市内に大型のサービス・オペレーション・センターを持っている。
2011年7月26日、エマソン・エレクトリックが、ソーグラス・インターナショナル・コーポレイト・パークにラテンアメリカ本社、を置くと発表した。
サンライズ市は2012年1月20日に新居購入者優遇プログラムを公表した。この革新的な新プログラムでは、サンライズ市が、新しく差し押さえあるいは任意売却された一戸建て住宅を購入した者に、改築のために2,000ドルまでキャッシュバックするというものである。この新プログラムは新しい住人をサンライズに誘致するものであり、家の外観を改良し、資産価値を上げることで、既存住人にも恩恵を与えることを目指している。

## 教育
サンライズ市内には11に公立学校がある。小学校8校、中学校2校、高校1校であり、ブロワード郡公共教育学区が運営している。高等教育は、ブロワード・カレッジ、バリー大学、ノバ・サウスイースタン大学など、近くにある公立・私立の教育機関が提供している。

## スポーツ
サンライズ市内にあるBB&T センターはナショナルホッケーリーグのフロリダ・パンサーズが本拠地にしている。このアリーナでは、コンサート、サーカス、アイスショーなどの行事も行なわれる。2011年の第1四半期で、娯楽トレード広報のポールスターによる計算に基づき、この会場のホッケー以外での入場者数は全米で第4位、世界でも第17位になっていた。
2010年、サンライズは、スプリングツリー・ゴルフクラブの上級コースであるセブンブリッジズの完全な改修とブランド再生を完了した。広さ67エーカー (268,000 m2) のこの施設が最初にオープンされたのは1972年のことだった。現在は床面積7,000平方フィート (650 m2) のクラブハウスに、プロショップ、ロッカールームがあり、120席の食堂では朝食や昼食、および仕出しの行事が可能である。
市は15面のサンライズ・テニスクラブ、3つのプール、250エーカー (1,000,000 m2) 以上の公園を運営している。

## 文化と特別行事
サンライズでは一年を通じて、祝日、シーズン、さらにその他の機会に祝祭の行事を開催している。以下の行事が主なものである。
アースデイ祭、市のユーティリティ部が後援する緑の生活の祝祭。音楽ライブ、子供の乗馬など活動、ファーマーズマーケット、特徴ある手工芸品、民族料理や伝統料理、環境保護の組織などが出される。景品として市の無料水道ステーションでその日の間に詰められた、BPAの無い水のボトルが配られる。
文化祭、市内で見られる多様な文化に焦点を当て、祝うように仕組まれている。多国籍料理、音楽、ダンスが出る。毎年11月にシティパークで行われる。
収穫祭、毎年10月に開催される。仮装コンテスト、馬に曳かせたヘイライド、古いスタイルのカボチャのパッチなどが出される
独立記念日パレードと花火大会、愛国者のパレードから始まった。家族連れに優しい無料の料理、乗馬、ライブのエンタテイメントが出る。夜には花火大会と音楽ライブがある。BB&T センターとの官民協業で行われる
ウッドストック、地元芸術家からの工芸品が出される。12月第1週末に開催され、数ある芸術家の中でも音楽家の間で人気がある